# Tonalá, Guerrero
Tonalá är en ort i Mexiko.   Den ligger i kommunen Ayutla de los Libres och delstaten Guerrero, i den södra delen av landet, 290 km söder om huvudstaden Mexico City. Tonalá ligger 327 meter över havet och antalet invånare är 2 176.
Terrängen runt Tonalá är kuperad åt nordost, men åt sydväst är den platt. Runt Tonalá är det ganska tätbefolkat, med 58 invånare per kvadratkilometer. Närmaste större samhälle är Ayutla de los Libres, 12,2 km norr om Tonalá. Omgivningarna runt Tonalá är en mosaik av jordbruksmark och naturlig växtlighet.